# Negret (olivera)
Negret, o negreta, és una varietat molt antiga d'olivera localitzada i cultivada al municipi de Cabacés, al Priorat, on la majoria d'exemplars que hi queden són molt vells. Tot i així, la denominació negret està recollida al Termcat, o centre de Terminologia de Catalunya. Segons DIEC2, però, l'origen d'aquesta varietat és a Vilanova de Meià, a la comarca de la Noguera.

## Característiques agronòmiques
Varietat de gran vigor i ramificació amb fruit simètric, sense mugró i ple de lenticel·les negres quan està madur. Es conrea per a l'almàssera. De fet, la seva oliva té baix contingut d'oli, però aquest és ric en àcid oleic, mitjà en polifenols i de llarga vida útil. L'oli és amargant i picant en boca i té aromes secundàries com la carxofa o la fruita seca.